# NíGolo
NíGolo ist eine ältere afrikanische Kampfkunst, die auch Zebratanz (dança das zebras) genannt wird. Die Kampfkunst stellt einen rituellen Kampf der Bantu- und Mucupis-Völker dar. Sie beeinflusste die Capoeira-Bewegung der Afrikaner, die versklavt und nach Brasilien verschleppt wurden.
Das Ritual besagte, dass wenn ein Junge zwischen 12 und 15 Jahren ins Heiratsalter kam, sein Vater diejenigen Männer aus der Stammesgemeinschaft auswählte, die am meisten besaßen (z. B. Vieh oder Land). Gegen diese Männer hatte der Junge nun seine Tapferkeit und seine Fähigkeit, für seine zukünftige Frau sorgen zu können, unter Beweis zu stellen.
Der Kampf lief folgendermaßen ab: Zwei oder mehrere Kämpfer griffen einander mit Kopf, Händen und Füßen an, wobei immer mindestens ein Fuß oder eine Hand den Boden berühren mussten, also auch Sprünge ausgeschlossen waren. Der Erste, der am Boden lag oder den Kampf aufgab, sollte Schande über seinen Stamm bringen. Der Sieger erhielt dagegen als Belohnung die Braut.